# 악의 딸
악의 딸(일본어: 悪ノ娘)은 2008년 4월 6일에 mothy(악의P)가 음성 합성 소프트웨어 VOCALOID 카가미네 린·렌을 이용해 니코니코 동화에 발표한 곡이다. 이 곡을 시작으로 mothy(악의P)는 후속 곡을 발표하기 시작했으며 대표적으로 '악의 하인', '리그렛 메세지'등이 있다. 이 악곡 시리즈를 《악의 시리즈》(悪ノシリーズ)라고 부르며 이 시리즈를 바탕으로 소설화를 비롯해 만화화, 무대화가 이루어졌다.

## 스토리
악의 딸의 스토리는 공식이 좀 늦게 나와 헷갈려하는 사람들이 많은데,주인공인 릴리안느 루시펜 도트리슈는 쌍둥이 남동생 알렉시르 루시펜 도트리슈와 함께 태어났다.어머니는 안네 루시펜 도트리슈(결혼전은 안네=스이),아버지는 알스 루시펜 도트리슈로 루시페니아의 왕족들이다.릴리안느는 5살 즈음 되자 남동생과 함께 어느 해변에서 노는데 그때 해변에 있던 검은상자에서 노란 거울을 발견한다. 그 거울에는 악식의 악마 바니카=콘치타가 깃들어 있었고 원래 알렉시르에게 깃들어야했던 바니카는 알렉시르가 이레귤러라서 깃들어지지 않자,릴리안느에게 깃들었다.그뒤로 릴리안느는 식탐이 강해져 음식을 잔뜩 먹었고 이상함을 느낀 부모님들은 삼영웅이자 친구인 엘루카=클락워커에게 도움을 요청한다.엘루카는 클락워커의 비술로 릴리안느에게서 악마를 빼내는데 그 과정에서 릴리안느는 기억을 잃었다. 그리고 아버지가 굴라병으로 돌아가시고 누가 왕위를 계승할것인가며 정치싸움이 벌어지고 그 과정에서 알렉시르는 삼영웅 레온하르트=아바도니아에게 입양되 죽은걸로 위장 알렌 아바도니아라고 이름을 바꿔 살아간다.안네가 여왕이 되고 몇년뒤 굴라병으로 죽자 릴리안느는 13살에 왕녀로써 군림하게 된다.여왕이 아닌 왕녀로 군림하게 된 것은 여왕은 어머니뿐이라며 성인이 되기 전까진 왕녀로 군림하겠다고 해서이다.
왕녀로써 군림하게 된 릴리안느는 오만의 악마 마리 아네트가 씌여져 폭군이 된다.그저 마음에 들지 않는다며 사람을 죽이는 일도 많았다.그래서 백성들에게 악의 딸이라 불렸다.알렌은 릴리안느의 하인으로써 릴리안느의 곁에 남고 그 뒤 14살이 된 릴리안느는 생일 파티를 하는데 그때 백성들은 기근으로 굶어 죽고있는데도 그저 재미로 요리사를 시켜 거대한 케이크를 만들고는 제대로 먹지도 않았다.
레온하르트와는 사이가 좋지않았는데 레온하르트가 자주 릴리안느의 폭정에 반기를 들었기 때문이다. 하지만 그냥 죽이기엔 그를 따르는 자가 너무 많았고 알렌을 시켜 암살한다.
릴리안느에게는 약혼자 마론왕국의 젊은 왕 카일 마론이있었는데 어는날 그가 색욕의 악마에 씌여 미카엘라라는 여성을 좋아하게 되었고 릴리안느와 약혼을 파기한다.분노한 릴리안느는 그 여성을 죽이라 하지만 그녀에 대한 정보는 초록머리의 엘페인이라는 것 밖에 없었기에 릴리안느는 엘페인 여성을 전부 죽이라고 명했다.
결국 릴리안느의 폭정에 레온하르트의 딸인 제르메인=아바도니아를 중심으로 반란이 일어나고 릴리안느는 결국 잡혀버린다. 하지만 그 전에 알렌이 자신이 알렉시르임을 말하고 옷을 바꿔 릴리안느 대신 잡힌다.
혁명 후 감옥에서 알렌의 정체를 안 사람은 2명인데 알렌의 양누나였던 제르메인과 릴리안느를 전부터 알고지냈던 카일이다.카일이 왔을 때 알렌은 미카엘라를 자신이 죽였다. 거짓말을 하고 폭행당한다.
제르메인은 알렌을 알아보고 놀라고 알렌은 지금까지 있었던 일과 출신을 말한다. 제르메인은 도망치자 하지만 알렌은 그녀를 지키는 게 자신의 임무고 정의가 아닌 복수 때문에 사람들과 반란을 일으킨 제르메인 역시 릴리안느와 같다고 한다. 그 말은 제르메인이 자신과 휘말리지 않게하기 위해 한 말이지만 제르메인은 한동안 시달린다.
그 뒤 결국 알렌은 릴리안느 대신 처형대에서 죽고 이야기는 '잠시' 끝난다
이야기에서 악마가 많이 등장하는데 사실 이 모든 것은 카일 어머니 프림 마론의 짓이였다.프림 마론은 루시페니아의 고위 귀족이였는데,그 당시엔 루시페니아는 작은 나라였다.그래서 프림은 자신의 위치에 만족하지 못했다. 릴리안느의 어머니 안네는 귀족이였을 때 프림과 친구였다. 프림보단 낮은 위치였으나 더 공부를 잘했다고 한다. 릴리안느의 아버지 알스는 전쟁으로 영토를 넓히고 나라를 강하게 만들었다.프림은 당연히 고위귀족인 자신과 결혼하리라 생각했으나 안네와 결혼했고, 프림은 안네를 질투해 왕비를 잃어 외로워하는 마론국왕을 위로해줘서 그와 결혼 카일을 낳았다. 그 뒤 어비스I.r을 만나 마술을 배우고 색욕의 악마가 깃들 검을 받아 알스를 꾀어내 그의 아이를 가졌다.그녀는 안네를 이겼다는 거에 기뻐했지만 그 아이가 불륜으로 가진 아이라는 것이 밝혀지면 안된다 생각하여 마론왕과 가진 아이라고 말했다. 하지만 아이를 낳고나니 알스의 금발과 너무 닮아 그 아이는 유산했다며 말하고 어비스에게 바쳤다. 그리고 그 딸에게는 네이라는 이름을 붙여주었다. 그 뒤 네이는 기억을 잃은 척하고 삼영웅 마리암 프타피에에게 입양되고 마리암은 시녀장이었기에 직속시녀가 되어 릴리안느에게 접근했다. 그리고 스파이로써 알렌과 릴리안느에게 거짓정보로 레온하르트의 죽음을 제촉했고,미카엘라도 그녀가 죽였다.프림은 안네의 아이인 릴리안느를 증오했고 네이는 그래서 혁명을 부추겼다.
어비스는 악식마가 깃들어 있는 그라스 오브 콘치타로 알스와 안네를 굴라병으로 죽이고 카일에게 색욕마를 깃들게 했다.릴리안느에게 악식마와 오만마를 깃들게 만든 것도 어비스였다. 그리고 프림은 혁명 5년 뒤 카일에게 색욕마를 땠으나 오만마를 붙였다. 그러다 대지신 미카엘라의 노래로 정신을 차리고 루시페니아의 주권을 돌려준다. 그리고 루시페니아는 에빌리오스 대륙 최초의 합중국이 된다. 도망친 릴리안느는 클라리스와 만나 킬의 후원으로 만들어진 수도원에 들어간다. 그리고 이름을 린으로 바꾼다. 처음엔 게으른 성격 때문에 욕먹었지만 린도 점점 평민의 삶에 익숙해졌다. 그리고 클라리스와는 친구가 된다. 린이 19살이 되던해 참회실에서 왕녀시절을 창회한다. 근데 클라리스는 그걸 듣고 린이 악의 딸이고 미카엘라를 죽였다는걸 안다.그러고 나서 바다에 소원을 담은 유리병(사실은 악마와의 계약임)을 흘려보내고 울고 있을 때
클라리스가 그림 디 엔드(분노의 그릇)를 들고 린을 죽이려한다. 린은 경악하나 곧 안정하고 자신을 죽여도 좋다고 말하지만 클라리스는 그녀의 머리카락만 자르고 용서해 준다. 그리고 둘이 묘목이 된 미카엘라를 심는데 그때 린은 울면서 참회한다. 그리고 몇십년 후 이베트 수도원장이 죽고 린이 자리를 물려받아 고아들을 돌보는 일을 계속하고 77세에 생을 마감한다. 그리고 알렌 시점으론 명계로 간 알렌은 명계의 주 싯클을 만난다. 그런데 싯클은 알렌이 이레귤러라서 블랙박스에 가두었다. 이를 본 대지신 엘드는 알렌이 이레귤러라서 가둔거냐며 따지고 이에 싯클은 왜 미카엘라에게 대지신 자리를 줬는지 묻는다. 그후 알렌은 싯클의 허락을 받고 몇번 소중한 이들을 지키기 위해 지상에 몇번 내려왔다. 클라리스가 릴리안느를 죽이려 할 때도 클라리스를 진정시켰고 제르메인이 휘청거릴 때 지탱해 줘서 제르메인이 레비피어를 고쳐들 수 있었다. 그리고 블렉박스 네에서 역사공부를 하고 비히모를 만났을 때 비히모가 서로 알아가자며 이름을 묻자 알렌 아바도니아라고 이름을 알린다. 잠시후 블랙박스에서 나온 알렌은 천녀수의 숲으로 가나 거기엔 미카엘라가 있었고 미카엘라는 이건 다 환상이라 알려준다.알렌은 할 말이 많다고 하지만 미카엘라도 할 말이 많으나 지금 하는 건 의미없다고 말한다. 알렌은 그걸 이해하고 시간을 움직여 바니카 콘치타를 만난다. 콘치타는 알렌에게 다른 대죄자들 중 가장 정중하게 데하고 덤으로 릴리안느에게 깃든 것도 사과하고 알렌은 이레귤러라서 깃들어 지지 않았다 말한다.그후 알렌은 그레텔과도 대화하는데 그레텔은 네이로 변해 지난 일을 사과하고 자신은 돌아오지 않는 카를로스 대신 요리를 한다면 저택에 남겠다 밝힌다. 그후 바니카 일행과 알렌은 영화관으로 향했다. 그러다 릴리안느와 재회하나 릴리안느에겐 Ma가 깃들어 있었다. 가몬은 세계를 구하려면 릴리안느를 죽이라고 하지만 알렌은 릴리안느와 세상 둘 다 구하기로 하고 Ma를 소멸시켜 릴리안느와 진짜 재회해 포스 피리어드를 창조한다.

## 같이 보기
- 카가미네 린·렌
- 시모다 아사미